# A Moulin de la Galette-ben
A Moulin de la Galette-ben (Au Moulin de la Galette) Ramon Casas katalán festő alkotása, amely a Museu de Montserrat gyűjteményének rész. A kép ismert még Madeleine címen is.
Ramon Casas több évet töltött a 19. század utolsó évtizedében Párizsban, amelynek során több képet festett a Montmartre felkapott mulatójában, a Moulin de la Galette-ben. A kor képzőművészei által előszeretettel látogatott szórakozóhelyet más alkotók is megörökítették, például Pierre-Auguste Renoir Bál a Moulin de la Galette-ben és Henri de Toulouse-Lautrec a Moulin de la Galette című festményén. Casas a mulató közelében lakott katalán festőtársával, Santiago Rusiñolal, aki szintén több képet szentelt a Moulin de la Galette-nek. Eltérően azonban a többi festőtől, ők inkább csúcsidőn kívül dolgoztak a mulatóban, így képeiken nem az önfeledt szórakozást mutatták be. Az ő szereplőik általában magányosak, még akkor is, ha társaságban vannak, melankolikusnak, szomorúnak, csalódottnak tűnnek.
A Moulin de la Galette-ben a legikonikusabb és legnépszerűbb Casas-kép a művész párizsi időszakából. Egy magányosan ülő nőt ábrázol, arcán szomorú, aggodalmas kifejezéssel, amelynek okát a mögötte levő tükörben rejtette el a festő. A tükör a mulató táncterét mutatja, bal alsó sarkában egy meghitt közelgésben álló párral. Az ülő nő tekintetének irányából kikövetkeztethető, hogy őket nézi. Tekintete féltékenységet sugall.